# Charles Eugène Quinquaud
Charles-Eugène Quinquaud (ur. 26 grudnia 1841 w Lafat, zm. 9 stycznia 1894 w Paryżu) – francuski lekarz.

## Życiorys
Charles-Eugène Quinquaud był francuskim internistą i dermatologiem. Studiował medycynę w Limoges i Paryżu, uzyskując doktorat w 1873 roku. Praktykował głównie w szpitalu Saint-Louis. Od 1877 roku wykładał patologię wewnętrzną w Szkole Praktycznej Wydziału Lekarskiego w Paryżu. Swoją pracę badawczą prowadził w laboratorium fizjologicznym Narodowego Muzeum Historii Naturalnej lub w szpitalu Saint-Louis. W 1892 roku został wybrany na członka Akademii Medycznej.
Jako wykwalifikowany bakteriolog i dermatolog wniósł wkład w rozwój medycyny Jako pierwszy opisał rodzaj grzybów Syringospora (obecnie Candida) powodujący grzybicę u ludzi i zwierząt. Prowadził popularne kursy z zakresu chorób wewnętrznych i patologii. W 1888 roku opisał zapalenie mieszków włosowych, chorobę skóry głowy czasami określaną jako „choroba Quinquauda”. W 1882 roku Quinquaud wraz z fizjologiem Nestorem Gréhantem opracował metodę określania objętości krwi za pomocą tlenku węgla.
Przy nazwach naukowych utworzonych przez niego taksonów dodawany jest skrót jego nazwiska Quinq.